# لوران دوفرن
لوران دوفرن (انگلیسی: Laurent Dufresne؛ زادهٔ ۲ مارس ۱۹۷۲) بازیکن فوتبال سابق اهل فرانسه است.
از باشگاه‌هایی که در آن بازی کرده‌است می‌توان به باشگاه فوتبال نانسی و باشگاه فوتبال والنسین اشاره کرد.